# Pholidoteuthis
Pholidoteuthis is een geslacht van inktvissen uit de familie van de Pholidoteuthidae.

## Soorten
- Pholidoteuthis adami Voss, 1956
- Pholidoteuthis massyae (Pfeffer, 1912)

### Synoniemen
- Pholidoteuthis boschmai Adam, 1950 => Pholidoteuthis massyae (Pfeffer, 1912)
- Pholidoteuthis uruguayensis Leta, 1987 => Pholidoteuthis adami Voss, 1956